# Сага про Еріка Рудого

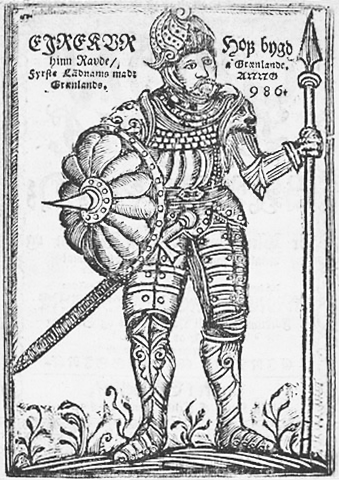
Ерік Рудий

«Сага про Еріка Рудого» також «Сага про Ейріка Рудого», (ісл. Eiríks saga rauða) — ісландська сага про подорожі вікінгів до Північної Америки. У сазі викладено хроніку подій, які спричинили вигнання Еріка Рудого, про те, як він відкрив Гренландію і заснував там поселення, а також про відкриття Вінланду сином Еріка Рудого Лейфом Еріксоном під час плавання, коли корабель Лейфа збився з курсу. Ця сага — одна з вінландських саг, присвячених відкриттю Америки задовго до Колумба.
Вона представлена двома манускриптами: «Хауксбук» (ісл. Hauksbók) і «Скольхольтсбук» (ісл. Skálholtsbók, «книга Скаульхольта» XV століття). Сучасні дослідники вважають, що «Скольхольтсбук» — версія, ближча до оригінального тексту. Передбачається, що сама сага була складена в XIII столітті.
Норвезький мандрівник і письменник Гельґе Інґстад написав історичний роман за мотивами саги про Еріка Рудого під назвою «Слідами Лейфа Щасливого».
| - |  | - | Шляхи мандрівок різних персонажів вінландських саг на територію сучасної Америки |